# Reawla
Reawla – osada w Anglii, w Kornwalii. Leży 15 km na północny wschód od miasta Penzance i 397 km na zachód od Londynu.